# Тарар, Рафик
Рафик Тарар (урду محمد رفیق تارڑ‎; 2 ноября 1929, Гуджранвала, Британская Индия — 7 марта 2022, Лахор) — пакистанский политический деятель. 9-й Президент Пакистана (1998—2001). До назначения на эту должность был председателем Верховного суда Лахора.

## Биография
Родился в семье представителей среднего класса. После окончания колледжа Исламия в 1949 году, поступил в колледж города Лахор в 1951 году, где получил диплом юриста. В том же году он стал работать адвокатом. В октябре 1955 года приступил к работе в качестве адвоката в Верховном суде Лахора. Рафик Тарар приостановил практику адвоката в Гуджранвале, для того чтобы получить должность председателя суда Пенджаба в 1970 году. Четыре года спустя он был назначен главным судьёй Верховного суда Лахора. По достижении возраста 65 лет в ноябре 1994 года Тарар ушёл в отставку с этой должности.
После своего ухода из судебной власти в марте 1997 года Рафик Тарар начал заниматься политикой. Он был избран членом Сената от Пакистанской мусульманской лиги (Н). 31 декабря 1997 года Рафик был избран президентом Пакистана. Его назначение на эту высшую должность в значительной степени приписывается его тесным связям с семьёй Наваза Шарифа. 1 января 1998 года Рафик Тарар принял присягу и стал девятым президентом Исламской Республики Пакистан. Он заручился большим числом голосов от коллегии выборщиков, состоящей из членов обеих палат парламента и четырёх провинциальных законодательных собраний. Никто до него никогда не получал такой подавляющей поддержки от избранных представителей народа Пакистана. 20 июня 2001 года его место занял генерал Первез Мушарраф.
Рафик Тарар был женат, отец четверых детей (трое сыновей и дочь).
Скончался 7 марта 2022 года.